# 曼徹斯特德比
曼徹斯特德比（英語：Manchester derby）是曼徹斯特城對曼徹斯特聯的德比，和其它的德比一樣，兩隊球迷之間互相嘲笑是司空見慣的，曼聯球迷常取笑曼城長時間未奪得重要錦標（35年錦標荒），而曼城球迷則取笑曼聯根本不是來自曼徹斯特市，因為老特拉福德球场有部分區域位於曼徹斯特市邊界之外。兩隊同為歷史悠久及戰績卓越的球隊，曼城在1950年代及1970年代稍佔優勢，而曼聯則在1990年代以後反轉局勢，至於在曼徹斯特當地的支持度上，東部居民較多支持曼城，而西部居民則傾向支持曼聯。

## 歷史
兩隊首次交戰要回溯到1881年11月12日，曼城的前身聖馬可堂（West Gorton Saint Marks）主場迎戰曼聯的前身紐頓希夫（Newton Heath LYR），紐頓希夫以3-0獲勝。而在聯賽首次對賽在1894年11月3日紐頓希夫作客凱德路球場（Hyde Road）以5-2擊敗曼城。
在二次大戰前曼徹斯特的球迷經常輪流捧曼城及曼聯的場，但戰後兩隊的敵對形勢逐漸加劇，同時擁護兩隊的情形十分罕見。
曼徹斯特德比在70年代常為暴力所籠罩。1970年12月12日曼聯佐治·貝斯一次粗暴的攔截令到（Glyn Pardoe）斷腳，嚴重程度一度以為需要為該曼城後衛切除斷腳。翌季（1971年11月6日）在一場充滿娛樂性的3-3比賽中，法蘭西斯·李（Francis Lee）及佐治·貝斯互指對方「插水」。
1973/74年球季首次德比戰（1974年3月13日）雙方踢成0-0平手，比賽中曼城（Mike Doyle）及曼聯（Lou Macari）各領一面紅牌，但兩名球員拒絕離場，當時的球證（Clive Thomas）命令兩隊球員退場，隨即召警到兩隊的更衣室禁止兩名球員離開，才帶領其餘球員進場繼續比賽。球季最後一日（1974年4月27日）回到老特拉福德球场進行第二次德比戰，排在聯賽榜尾二的曼聯40戰得32分，落後安全線上41戰得35分的伯明翰城三分，當時仍是兩分制，最後兩戰必需全勝而伯明翰城最後一場輸球曼聯才可留級，比賽前段平淡，直到81分鐘，法蘭西斯·李直線傳入禁區背門而立的前曼聯球員丹尼士·羅，憑天生射手觸角丹尼士·羅用後跟將球撥過出迎的曼聯門將進入網窩，當其他曼城隊友上前慶祝時，丹尼士·羅明白此球為曼聯帶來的後果，垂頭步出球場，從此永遠離開球員生涯。曼城隨即派入替補球員，球賽最後一分鍾因曼聯球迷闖入比賽草坪而腰斬，但1-0的賽果維持不變。事後丹尼士·羅說：「生命中從未感到如此低落，十九年來不斷為入球而努力，但卻射入一球我不想取得的入球！」。曼聯證實護級失敗，同日作賽的伯明翰城主場2-1擊敗取得寶貴的兩分，就算曼聯獲勝亦不能改變來季降級乙組的事實，但曼城球迷仍永記「當日丹尼士·羅後抽將曼聯打落乙組」。
曼徹斯特德比在整個90年代完全由曼聯操縱，取得9勝5和的成績，整整十年沒有輸球給曼城，包括1994年11月10日以5-0大勝，大演帽子戲法。踏入千禧年代，兩隊成績再次平分秋色。
千禧年代首場曼徹斯特德比見證與夏蘭特（Alf-Inge Haaland）長期積怨的最高潮，故事要回溯到1998年當時仍效力的夏蘭特與曼聯對壘，基恩試圖阻截夏蘭特帶球，反而重創自己膝蓋十字韌帶，當堅尼倒地不起，夏蘭特仍投訴他詐傷。三年後的2001年4月21日，夏蘭特已轉會到曼城並擔任隊長，球賽後段時間當夏蘭特在中場控定皮球，堅尼即上前一記膝蓋高度飛鏟，在夏蘭特應聲倒地後，堅尼還對他嘲笑以示侮辱泄憤，在球證出示紅牌前，堅尼已頭也不回就直接返回了更衣室。於2002年出版的自傳中堅尼承認故意傷人，因此被罰15萬英鎊及停賽五場。夏蘭特同樣因膝蓋十字韌帶受傷，在此之後沒有再參加比賽，於2002年宣佈退休。, 
22年後（2023年10月30日），夏蘭特兒子艾寧（Erling Haaland）於是季英超的曼徹斯特德比為曼城出戰，期間曼聯球迷借當年堅尼於奧脫福踢斷艾寧父親腳一事挑釁，結果以2個入球（包括一個十二碼罰球）加一次助攻菲爾·科頓射入，作客3比0大破曼聯，報卻父親當年被侵犯之仇。

## 統計紀錄

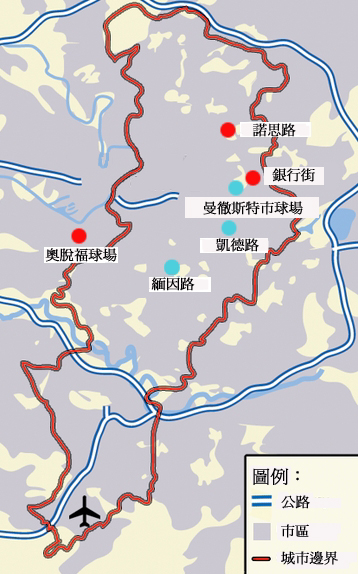
曼徹斯特地圖展示兩隊的過去和現在的主場球場。
曼城：凱德路（1887–1923年）、緬因路（1923–2003年）、曼徹斯特市球場（2003至今）；
曼聯：北路（1878–1893年）、銀行街（1893–1910年）、奧脫福（1910至今）。

截至2024年12月15日兩隊共進行195場正式比賽，曼聯勝出80場而曼城61場。最大的勝仗是曼聯在1941年9月20日，二次大戰的戰時聯賽中以7-1作客擊敗曼城。曼徹斯特打比最多觀眾的一役是在2011年4月16日，有高達86,549名球迷入場觀戰，於中立球場溫布萊球場作賽。
|                | 賽數 | 曼城 獲勝 | 賽和 | 曼聯 獲勝 | 曼城 入球 | 曼聯 入球 |
| -------------- | ---- | --------- | ---- | --------- | --------- | --------- |
| 聯賽（英超）   | 56   | 20        | 10   | 26        | 81        | 79        |
| 聯賽（英甲）   | 104  | 30        | 39   | 35        | 147       | 141       |
| 聯賽（英乙）   | 12   | 2         | 4    | 6         | 13        | 21        |
| 足總盃         | 11   | 4         | 0    | 7         | 14        | 21        |
| 聯賽盃         | 10   | 5         | 1    | 4         | 16        | 11        |
| 慈善盾／社區盾 | 3    | 0         | 1    | 2         | 3         | 5         |
| 總數           | 196  | 61        | 55   | 80        | 275       | 278       |

### 入球最多的球員
紀錄截至2024年8月10日
| 球員                       | 球會       | 入球 |
| -------------------------- | ---------- | ---- |
| （Wayne Rooney）           | 曼聯       | 11   |
| 祖·希斯（Joe Hayes）       | 曼城       | 10   |
| 法蘭西斯·李（Francis Lee） | 曼城       | 10   |
| （Bobby Charlton）         | 曼聯       | 9    |
| 哥連·培爾（Colin Bell）    | 曼城       | 8    |
| （Eric Cantona）           | 曼聯       | 8    |
| （Brian Kidd）             | 曼聯、曼城 | 8    |
| 祖·史賓斯（Joe Spence）    | 曼聯       | 8    |
| （Sergio Aguero）          | 曼城       | 8    |
| （Paul Scholes）           | 曼聯       | 7    |
| （Dennis Viollet）         | 曼聯       | 7    |

所有統計不包括1960/61年遭腰斬的比賽

### 上陣最多的球員
紀錄截至2024年8月10日
| 上陣次數 | 球員                              | 球會 |
| -------- | --------------------------------- | ---- |
| 37       | 瑞恩·吉格斯（Ryan Giggs）         | 曼聯 |
| 28       | 大衞·迪基亞（David de Gea）       | 曼聯 |
| 27       | 博比·查尔顿（Bobby Charlton）     | 曼聯 |
| 26       | 祖·哥尼根（Joe Corrigan）         | 曼城 |
| 26       | 保羅·史高斯（Paul Scholes）       | 曼聯 |
| 25       | 阿倫·奧基斯（Alan Oakes）         | 曼城 |
| 25       | 韦恩·鲁尼（Wayne Rooney）         | 曼聯 |
| 24       | 邁克·道樂（Mike Doyle）           | 曼城 |
| 24       | 里奧·費迪南（Rio Ferdinand）      | 曼聯 |
| 24       | 文森特·孔帕尼（Vincent Kompany）  | 曼城 |
| 24       | 阿历克斯·斯特普尼（Alex Stepney） | 曼聯 |

## 非競爭性打吡
兩隊亦進行了多場非競爭性的比賽，大部分在二次大戰期間舉行，共有43場戰時比賽。近年兩隊的非競爭性的比賽多為告別賽，例如為曼城的（Paul Lake）及曼聯的（Denis Irwin）舉行的告別賽。